# Cannero Riviera
Cannero Riviera är en ort och kommun i provinsen Verbano Cusio Ossola i regionen Piemonte i Italien. Kommunen hade 910 invånare (2018).